# Brie Bella
Brianna Monique Garcia-Colace, meglio conosciuta come Brie Bella (San Diego, 21 novembre 1983), è un personaggio televisivo ed ex wrestler statunitense.
Nella sua lunga e sostenuta carriera artistica ha ottenuto,una volta,  il titolo di Divas Championship e, nel 2020, è stata introdotta nella Hall of Fame della WWE insieme alla sorella gemella Nikki.

## Biografia
Brianna Monique Garcia-Colace è nata a San Diego, California ed è cresciuta in una fattoria nel sobborgo di Scottsdale vicino a Phoenix, Arizona.
Ha origini messicane e italiane ed è la sorella gemella dell'ex wrestler Nikki Bella.
L'11 aprile 2014, dopo tre anni di fidanzamento, si è sposata con il collega Daniel Bryan, con il quale ha avuto due figli, Birdie e Buddy.

## Carriera

### WWE (2007–2023)

#### Florida Championship Wrestling (2007–2008)
Brianna Garcia-Colace firma un contratto di sviluppo con la World Wrestling Entertainment nel 2007 e viene inviata nella Florida Championship Wrestling per fare esperienza. Debutta il 15 settembre 2007 in un Tag Team match insieme a Nikki Bella, sconfiggendo Krissy Vaine e Natalya.
Brie debutta nel roster di SmackDown il 26 agosto 2008, sconfiggendo Victoria per schienamento. Inizialmente, si fa notare per la sua apparente abilità di uscire dal ring a metà match e rientrare in una condizione atletica pressoché completamente recuperata. Si scoprirà solo in seguito che Brie ha una sorella gemella, Nikki, che allora prendeva il suo posto in caso di necessità. Una volta scoperte, le due gemelle iniziano a combattere in coppia perdendo al loro esordio contro Beth Phoenix e Natalya.

#### Varie alleanze (2009–2010)
Nel 2009 le gemelle iniziano una faida tra di loro: Brie vuole essere manager di Carlito e Primo, mentre Nikki di John Morrison e The Miz. A SmackDown il 17 marzo Brie, Carlito e Primo sconfiggono Morrison, Miz e Nikki in un Tag Team match a 6. Le gemelle si affrontano anche in ECW, dove vince Nikki. Brie passa poi a Raw insieme a sua sorella. Debuttano in un 18-diva tag team match ma in squadre separate, e a vincere è la squadra di Brie. A Wrestlemania XXV Brie partecipa ad una Battle Royal a 25 persone per determinare la "Miss Wrestlemania" ma viene eliminata per diciannovesima da Beth Phoenix.
Nella puntata di Raw del 27 aprile Brie, Kelly Kelly, Mickie James e Santina sconfiggono Beth Phoenix, Jillian, Maryse e Rosa Mendes. Nella puntata di WWE Superstars del 9 giugno le gemelle tornano a combattere in coppia, subendo una sconfitta per mano di Beth Phoenix e Rosa Mendes.

#### Divas Champion (2010–2011)
Nella storyline le gemelle si innamorano del vincitore del WWE United States Championship, Daniel Bryan. Il 6 dicembre Brie e Bryan sconfiggono l'altra coppia di Raw, Maryse e Ted DiBiase. Il 3 gennaio 2011 Brie, Eve Torres e Natalya sconfiggono Alicia Fox, Maryse e Melina in un 6-diva Tag Team match. La faida con Maryse e DiBiase prosegue e il 24 gennaio Brie, Nikki e Bryan vengono sconfitte da Alicia Fox, Maryse e DiBiase. Dopo aver scoperto il tradimento di Bryan, che rivela di essere stato fidanzato con Gail Kim sin da prima di conoscere le gemelle kayfabe, le gemelle effettuano un Turn Heel attaccando Gail Kim e iniziano una rivalità con lei.
L'11 aprile Brie, dopo aver vinto una battle royal, sconfigge Eve Torres per il WWE Divas Championship (con l'aiuto di Nikki, che aveva effettuato il twin magic). Nonostante Nikki interferisca spesso nei match usando il Twin Magic, la campionessa riconosciuta dalla WWE è Brie (l'unica delle sorelle a diventare Divas Champion). Nella puntata del 9 maggio Eve Torres e Kelly Kelly sconfiggono Brie e Nikki in un tag team match. La settimana dopo Kelly sconfigge Brie guadagnandosi un match per Over the Limit con il titolo in palio dove Brie sconfigge Kelly difendendo il Divas Championship. Nella puntata del 6 giugno Brie e Nikki perdono un tag team match contro Beth Phoenix e Kelly Kelly. Nella puntata di Raw All Star Night del 13 giugno Alicia Fox, Rosa Mendes, Melina, Tamina, Brie Bella, Nikki Bella e Maryse vengono sconfitte in un 14-diva tag team match dalla squadra formata da AJ, Natalya, Eve Torres, Gail Kim, Kelly Kelly, Kaitlyn e Beth Phoenix.
Il 20 giugno a Raw, Brie viene accompagnata da Nikki Bella in un match valevole per il suo WWE Divas Championship contro Kelly Kelly. L'incontro termina con la vittoria di quest'ultima. 
Kelly Kelly ottiene così il Divas Champion. Dopo aver perso il titolo Brie, insieme a sua sorella Nikki, inizia una faida con Kelly Kelly per conquistare la cintura. Nella puntata di Raw del 4 luglio Brie e Nikki Bella perdono un match di coppia contro Kelly Kelly e Eve Torres. A Money in the Bank perde contro Kelly Kelly non riuscendo a riconquistare il Divas Championship. Il 18 luglio perde insieme a Nikki Bella, Maryse, Tamina, Melina, Rosa Mendes e Alicia Fox contro il team formato dalla campionessa Kelly Kelly, Gail Kim, Eve Torres, AJ, Kaitlyn, Natalya e Beth Phoenix. Il 1º agosto partecipa alla battle royal per decretare la prima sfidante al WWE Divas Championship ma viene eliminata. Nella puntata di Raw Super Show del 29 agosto Brie Bella perde un match singolo contro Kelly Kelly. Nella puntata di Superstars del 27 ottobre, le Gemelle perdono nuovamente contro Kelly Kelly ed Eve Torres in un match di coppia.

#### Opportunità titolate (2011–2012)
Nella puntata di Raw Halloween del 31 ottobre Brie partecipa alla battle royal in costume nella quale era in palio lo status di prima sfidante al Divas Title, ma viene eliminata. Nella puntata di Raw del 28 novembre Brie e Nikki perdono contro Alicia Fox e Kelly Kelly. Il 12 gennaio a Superstars Brie batte Kelly Kelly. Sempre a Superstars, il 26 gennaio perde un match contro Beth Phoenix. A Royal Rumble le Gemelle con Beth Phoenix e Natalya sconfiggono Eve Torres, Alicia Fox, Kelly Kelly e Tamina. Nell'edizione di Superstars post PPV le Bellas perdono contro Kelly Kelly e Alicia Fox. Il 6 febbraio a Raw perde un match insieme a Nikki, Natalya e Beth Phoenix contro Kelly Kelly, Tamina, Alicia Fox e Eve Torres. Il 29 marzo a SmackDown perde contro AJ, e poco dopo la sorella Nikki annuncia che lei prenderà le parti del Team Teddy, mentre Brie quelle del Team Johnny, che risulterà essere il team vincente a WrestleMania XXVIII. Nella puntata di SmackDown del 10 aprile, intitolata Blast To The Past, le Bellas fanno squadra con Drew McIntyre ma perdono contro The Great Khali, Alicia Fox e Natalya. Il 23 aprile a Raw Nikki conquista il Divas Championship ai danni di Beth Phoenix. Ad Extreme Rules sua sorella perde il titolo ai danni della rientrante Layla. Il giorno dopo a Raw tutte e due hanno un'opportunità in un Triple Threat Match contro la campionessa che però riuscirà a difendere il titolo. Dopo il match, nel backstage tutte e due vengono licenziate da Eve Torres. In realtà le Bella Twins non hanno voluto rinnovare il contratto con la WWE.

#### Alleanza e faida con Nikki Bella (2013–2014)
Nella puntata di Raw dell'11 marzo 2013 Brie torna insieme alla sorella Nikki in WWE, apparendo in un segmento con Cody Rhodes, Damien Sandow, Kaitlyn e Vickie Guerrero. Nella puntata di SmackDown del 15 marzo, insieme a Nikki Bella, attacca nel backstage Cameron e Naomi. Nella puntata di SmackDown del 22 marzo, insieme alla sorella Nikki, accompagna nel ring Damien Sandow e Cody Rhodes nel loro match contro Brodus Clay e Tensai. Durante il match le Bella Twins interferiscono ma vengono fermate da Naomi e Cameron, che le battono sia nella puntata di Main Event del 27 marzo sia nella puntata di Raw del 1º aprile. Nella puntata di Raw dell'8 aprile Brie e Nikki vengono sconfitte insieme ai Rhodes Scholars dai rivali Tons of Funk. Il match tra i due team si svolge a Raw per mancanza di tempo a Wrestlemania 29. Nella puntata di NXT del 10 aprile, registrata il 21 marzo, batte insieme alla sorella Nikki le rivali Naomi e Cameron. Nella puntata di SmackDown del 13 aprile le sorelle, insieme a Tamina Snuka, sconfiggono le Funkadactyls e Kaitlyn. Nella puntata di Raw del 15 aprile Brie aiuta la sorella Nikki a battere la Divas Champion Kaitlyn. Nella puntata di Raw del 29 aprile, accompagnata da Nikki, perde per squalifica contro Naomi poiché l'arbitro si era accorto che al suo posto era entrata la sorella, così le due gemelle attaccano le Funkadactyls. Nella puntata di Raw del 6 maggio, dopo aver abbandonato, perde insieme a Nikki ed AJ contro Kaitlyn e le Funkadactyls. Nella puntata di Raw del 27 maggio le Bellas battono Natalya e la Divas Champion Kaitlyn. Nella puntata di Raw del 3 giugno, insieme a Nikki ed AJ Lee, viene sconfitta dal team composto dalle Funkadactyls e da Kaitlyn. Nella puntata di Raw del 15 luglio Brie viene sconfitta da Naomi. Nella puntata di Raw del 29 luglio batte Natalya. Nella puntata di Raw del 5 agosto viene schiaffeggiata da Natalya dopo essere stata offesa da quest'ultima. Nella puntata di Raw del 12 agosto dice insieme alla sorella Nikki che ormai sono loro le divas di punta della federazione. In risposta, Natalya le dice di provarlo in un match a SummerSlam e Brie accetta schiaffeggiandola. A SummerSlam, viene sconfitta da Natalya. Nella puntata di Raw del 26 agosto batte Natalya nel re-match.
Nella puntata di Raw del 2 settembre compete insieme a Natalya e Naomi in un Triple Threat Match la cui vincitrice diventerà la nuova contendente al titolo. Durante la contesa AJ Lee interferisce facendo terminare la sfida in un non-contest. Nella medesima serata Stephanie McMahon sancisce un Fatal Four-Way Match a Night of Champions. A SmackDown il 6 settembre, accompagnata da Nikki, affronta Naomi e Cameron. Il match finisce con un no-contest quando tutte e quattro vengono attaccate dalla Divas Champion AJ Lee, Alicia Fox, Aksana e Layla. Questo potrebbe far tornare probabilmente il turn face con le Bella Twins. Il 9 settembre a Raw fa coppia con Natalya e Naomi per battere il team composto da Aksana, Alicia Fox e Layla, confermando il turn face. Il 13 settembre a SmackDown è sempre il trio face a trionfare per squalifica. A Night of Champions AJ Lee vince il Fatal Four-Way Match rimanendo campionessa. La sera seguente a Raw, insieme a Naomi e Cameron, batte ancora Aksana, Alicia Fox e Layla. Il 23 settembre a Raw Cameron, Naomi, Natalya, Nikki e Brie Bella battono il team formato da AJ Lee, Aksana, Alicia Fox, Layla e Tamina. Il 30 settembre a Raw batte Alicia Fox. Il 4 ottobre a SmackDown sconfigge anche Aksana. A Battleground Brie non riesce a conquistare il Divas Title, che rimane ancora nelle mani di AJ Lee. L'11 ottobre a SmackDown vince un 6-Divas Tag Match insieme a Cameron e Naomi battendo Eva Marie, Kaitlyn e Natalya. Il 14 ottobre a Raw viene sconfitta da Tamina Snuka. Il 18 ottobre a SmackDown Brie sconfigge AJ Lee ottenendo un match titolato. Il 21 ottobre a Raw le Bella Twins battono AJ Lee e Tamina Snuka. A Hell in a Cell Brie Bella esce ancora sconfitta contro AJ Lee che rimane campionessa. Il 1º novembre a SmackDown The Bella Twins e Natalya vincono un 6-Divas Tag Team Match avendo la meglio su AJ Lee, Alicia Fox e Tamina Snuka. Il 4 novembre a Raw The Bella Twins ed Eva Marie battono AJ Lee, Aksana e Tamina Snuka. Il 15 novembre a SmackDown The Bella Twins vengono sconfitte da Cameron e Naomi. A Survivor Series il Team Total Divas (Natalya, The Bella Twins, Eva Marie, JoJo, Cameron e Naomi) batte il Team True Divas (AJ Lee, Aksana, Alicia Fox, Kaitlyn, Rosa Mendes, Summer Rae e Tamina Snuka) in un 7 vs 7 Divas Traditional Elimination Tag Team Match. La sera seguente a Raw si svolge il rematch con le Total Divas ancora vittoriose.
Stephanie McMahon, nel tentativo di privare Daniel Bryan del titolo, minaccia di licenziare Brie (con l'accusa di averla spintonata qualche settimana prima) se il marito non avesse reso vacante il suo titolo a Payback. Al pay-per-view, quando Bryan sta per consegnare le cinture Brie prende il microfono e annuncia le sue dimissioni (kayfabe), permettendo al marito di mantenere il WWE World Heavyweight Championship. Dopo aver schiaffeggiato Stephanie, Brie lascia il ring.
Brie si rivede poi nel backstage insieme alla sorella, venendo cacciata in malo modo da Stephanie che si vendica su Nikki facendole fare svariati Handicap match contro fino a sei avversarie contemporaneamente. Nella puntata di Raw del 21 luglio Brie è tra il pubblico e, dopo un confronto tra le due, insulta Stephanie, che in risposta le tira uno schiaffo e la fa espellere dall'arena. Successivamente due agenti arrestano Stephanie McMahon per aggressione (kayfabe). La settimana seguente, a Raw, Stephanie invita Brie sul ring e le chiede di ritirare tutte le accuse; Brie accetta, ma ad alcune condizioni: deve riavere il suo posto, Stephanie deve concedere un aumento alla sorella Nikki e Brie deve essere inserita nella card di SummerSlam in un match proprio contro di lei. Inizialmente riluttante, Stephanie accetta e successivamente scoppia una rissa tra le due, che viene sedata da Finlay, Jamie Noble, Adam Birch e Triple H.
Nella puntata di Raw del 4 agosto avviene la firma del contratto tra Brie e Stephanie per il loro match di SummerSlam; durante il segmento Stephanie, dopo aver firmato il contratto, attacca, con la complicità del marito, prima Nikki e poi Brie, colpendole entrambe con il Pedigree. Nella puntata di Raw dell'11 agosto, alla festa di compleanno di Hulk Hogan, sul ring Brie colpisce Megan, la fisioterapista del marito Daniel Bryan nonché amica della coppia che aveva rivelato di aver avuto una relazione col wrestler durante le loro sedute, e poi colpisce Stephanie bloccandola nella Yes! Lock. Stephanie la sfida quindi in un match la stessa sera, ma al momento dell'inizio del match la donna annuncia che Megan ha denunciato Brie per aggressione. Brie viene arrestata poco dopo (kayfabe).
A SummerSlam Stephanie, nonostante il lungo periodo trascorso senza combattere, riesce a vincere il match grazie al tradimento di Nikki, che colpisce la sorella Brie per poi allearsi con l'Authority. Nella puntata di Raw del 18 agosto appare in un segmento con Stephanie McMahon e la sorella Nikki dove le viene dato uno schiaffo e, successivamente, piangendo va nel backstage. Nella puntata di Raw del 25 agosto appare in un segmento con Jerry "The King" Lawler per la riconciliazione familiare ma alla fine Nikki attacca Brie. Nella puntata di Raw del 1º settembre appare in un segmento con Nikki e Stephanie e poi con AJ Lee e Paige dove Nikki dice a Brie che può perdonarla ad una sola condizione, andarsene dalla WWE; Brie non accetta e Nikki comincia a gridare contro di lei. Brie spintona Nikki contro Paige. Nella puntata di SmackDown del 5 settembre ha un ottimo match contro Paige ma perde a causa di AJ: dopo l'attacco di AJ nei confronti di Nikki, la sorella Brie interviene per separarle ma quando Nikki sale sul ring, Paige le sferra la sua mossa finale per poi bloccarla sulla schiena. Nella puntata di Raw dell'8 settembre appare in un altro segmento ma stavolta con un ospite speciale, Jerry Springer e la sorella Nikki. Dopo una breve discussione tra sorelle, Jerry chiama il fratello delle Bella. Jerry è schierato dalla parte di Brie ma dice a Nikki di essere solo una vittima. Le Bella cominciano a tirarsi i capelli e Jerry cerca di separarle ma le due sorelle cadono sopra di lui e continuano a darsi schiaffi e pugni fino all'intervento degli arbitri. Alla fine Nikki esce zoppicando. Nella puntata di Raw del 15 settembre Brie perde in un tag team match con partner AJ contro Nikki Bella e Paige, dove successivamente viene attaccata da Nikki con la sua mossa finale. Il 16 settembre a Main Event vince contro Cameron. Il 26 ottobre ad Hell in a Cell viene sconfitta da Nikki Bella e da contratto è costretta a farle da assistente per 30 giorni.

#### Faida con AJ Lee (2014–2015)
Il 23 novembre, alle Survivor Series, bacia AJ Lee, aiutando la sorella a vincere il WWE Divas Championship e tornando heel. Nella puntata di Raw del 1º dicembre partecipa ad un Tag Team match con Nikki contro AJ Lee e Naomi ma viene sconfitta. Nella puntata di SmackDown del 5 dicembre perde contro Naomi. A TLC distrae l'arbitro, aiutando così nuovamente la sorella Nikki a vincere contro AJ Lee. Nella puntata di Raw del 15 dicembre perde in un Tag Team Match in coppia con la sorella Nikki, contro Natalya e Alicia fox. Nella Puntata di Raw del 22 dicembre perde contro Natalya. Nella Puntata di Main Event del 23 dicembre batte Summer Rae. Nella Puntata di Raw del 12 gennaio batte Paige. Nella Puntata di Raw del 9 febbraio viene sconfitta da Paige.
Nella Puntata di Raw del 2 marzo lei e la sorella Nikki attaccano Paige, che verrà poi salvata dalla rientrante AJ Lee. Dopo vari match viene annunciato che a WrestleMania 31 lei e la sorella Nikki si batteranno contro Paige e AJ, dalle quali poi verranno sconfitte. Nella puntata successiva di Raw in un 6 diva tag team match in coppia con Nikki e Natalya vengono sconfitte da Naomi, Paige e AJ. Nella Puntata di Raw del 6 aprile in un Tag Team match in coppia con Nikki vengono sconfitte da Paige e Naomi.
Nella puntata di Raw del 20 aprile viene sconfitta da Naomi. Nella puntata di Main Event del 24 aprile batte Alicia Fox. A Extreme Rules aiuta la sorella Nikki Bella a difendere il titolo contro Naomi e la sera seguente viene sconfitta dalla stessa Naomi. Nella puntata di Raw del 4 maggio, mentre entra in arena insieme alla sorella Nikki, vengono attaccate alle spalle da Naomi e Tamina Snuka, e rimangono a terra. L'11 maggio a Raw Brie affronta Tamina ma viene sconfitta. La stessa sera viene annunciato che lei e la sorella Nikki, a Payback, affronteranno in team Naomi e Tamina. Le Gemelle vengono però sconfitte. Nella puntata di Raw del 1º giugno aiuta la sorella Nikki a vincere il match contro Paige per il WWE Divas Championship utilizzando il Twin Magic (Brie prende il posto di Nikki e viceversa), che non usavano dal 2011, facendola restare quindi campionessa. A Money in the Bank Brie aiuta la sorella Nikki a vincere il match titolato contro Paige. Nelle puntate di SmackDown del 18 giugno e del 2 luglio batte rispettivamente Paige e Naomi grazie all'aiuto di Alicia Fox, entrata a far parte del Team Bella.

#### Varie faide e ritiro (2015–2016)
Nella puntata di Raw del 13 luglio il Team Bella si trova sul ring e viene interrotto da Stephanie McMahon, la quale dice che è tempo di rivoluzione nella Divas Division, introducendo Becky Lynch e Charlotte. Queste si alleano con Paige, mentre Sasha Banks si allea con Naomi e Tamina, portando ad una rissa i tre team. A Battleground Brie prende parte ad un Triple Threat Match contro Sasha Banks e Charlotte. Charlotte vince il match e la sconfigge anche la sera dopo a Raw. Nella puntata di SmackDown del 23 luglio le Bella Twins hanno la meglio su Naomi e Sasha Banks. Nella puntata di Main Event del 28 luglio Brie viene battuta da Becky Lynch. Nella puntata di Raw del 3 agosto, insieme a Nikki Bella, viene sconfitta da Charlotte e Becky Lynch. Nella puntata di Raw del 10 agosto sconfigge, insieme alla sorella Nikki e Alicia Fox, il team formato da Naomi, Sasha Banks e Tamina. La stessa sera viene annunciato che a SummerSlam affronterà in coppia con Nikki e Alicia il Team B.A.D e il Team PCB in un Three Team Tag team match Elimination Match, dove verrà sconfitta insieme al suo team.
Nella puntata di Raw del 1º febbraio viene intervistata e, mentre parla della sorella Nikki che ha subito un intervento al collo per infortunio, viene interrotta da Charlotte: questa parla della sorella Nikki, attaccandola e affermando che adesso la più probabile Divas Champion sarà lei. Successivamente Brie ha un match contro di lei dove la sconfigge. L'8 febbraio a Raw viene annunciato che a Fastlane affronterà Charlotte per il Divas Championship. Il 15 febbraio a Raw parla del marito Daniel Bryan e del suo ritiro ma viene interrotta da Charlotte, che comincia ad attaccarla verbalmente fino a che Brie la schiaffeggia e, con la Yes Kicks, la scalcia fuori dal ring. Nella puntata di SmackDown del 18 febbraio Charlotte ha un match contro Natalya alla fine del quale prende in giro Daniel Bryan. Poco dopo Brie l'attacca calciandola fuori dal ring e alzando il Divas Championship. Le due si affrontano a Fastlane il 21 febbraio per il Divas Championship, dove è Charlotte a trionfare.
Nella puntata di Raw del 1º marzo Brie viene intervistata nel backstage ma viene interrotta da Lana, che comincia ad offendere lei e il marito Daniel Bryan. Dopo essere stata sconfitta in un match contro Naomi, appare Lana sullo stage che applaude alla perdita di Brie. Il 3 marzo a Main Event ha un match in coppia con Paige e Natalya contro il team formato da Naomi, Tamina e Summer Rae: Lana nel corso del match entra in arena stando all'esterno del ring e successivamente il team Brie, Paige e Natalya vincono. Nella puntata di Raw del 7 marzo Brie ha un match contro Summer Rae ma viene distratta da Lana e così messa a terra con il blocco della schiena. Successivamente viene attaccata da Lana con la sua stessa mossa finale. A SmackDown il 10 marzo ha nuovamente un match contro Summer Rae: questa volta Brie la batte con la mossa "Yes! Lock" ma in seguito viene attaccata nuovamente da Lana. Nella puntata di Raw del 21 marzo viene annunciato che affronterà in team con Alicia Fox, Paige e Natalya il team formato da Naomi, Tamina, Lana e un partner a loro scelta a Wrestlemania 32. Al Main Event del 22 marzo Paige (con manager Alicia Fox e Natalya) ha un match contro Naomi (con manager Tamina e Lana). A metà match entrano in arena Summer Rae ed Emma e attaccano Natalya e Alicia Fox: per distrazione, è Paige a subire la sconfitta. Successivamente le cinque (Naomi, Tamina, Lana, Summer Rae, Emma) si alleano e a Wrestlemania 32 il team Brie Bella, Alicia Fox, Paige, Natalya e una Diva a loro scelta affrontano le 5 Heel. Nella puntata di Raw del 28 marzo Brie entra come manager insieme a Natalya ed Alicia Fox per il match di Paige contro Emma (con manager Naomi, Tamina, Summer Rae e Lana). Durante il match Tamina distrae l'arbitro e Lana attacca Paige, causandone la sconfitta. A fine match Emma attacca Paige e Brie attacca Lana, creando una rissa tra i due team. In seguito entra Eva Marie attaccando Lana e alleandosi con il team Total Divas anche se Brie, Natalya, Paige e Alicia Fox non sono soddisfatte del suo intervento. A WrestleMania 32 del 3 aprile Brie, Paige, Natalya, Alicia Fox ed Eva Marie affrontano il team formato da Lana, Naomi, Tamina, Summer Rae ed Emma, vincendo. Successivamente Brie annuncia il suo ritiro dal wrestling per dedicarsi al marito Daniel Bryan e formare una famiglia con lui.

#### Apparizioni sporadiche (2018–2023)
Il 22 gennaio 2018 Brie ha fatto una breve apparizione per il venticinquesimo anniversario di Raw. Il 28 gennaio, alla Royal Rumble, Brie fa il suo ritorno sul ring insieme a Nikki partecipando al primo Royal Rumble Match femminile della storia. Brie entra con il numero 28 ma viene eliminata proprio da Nikki. Nel settembre del 2018 torna a SmackDown per aiutare suo marito Daniel Bryan contro The Miz e la moglie Maryse. Il 16 settembre, a Hell in a Cell, Brie e Bryan sono stati sconfitti da The Miz e Maryse in un Mixed Tag Team match. Nel settembre del 2018 Brie torna, assieme alla sorella Nikki, a Raw, dove inizia una rivalità con la Riott Squad (Liv Morgan, Ruby Riott e Sarah Logan). Nei vari incontri settimanali, accompagnate dalla Raw Women's Champion Ronda Rousey, riescono a battere sempre la Riott Squad. Il 6 ottobre, a Super Show-Down, le Bella Twins e Ronda Rousey sconfiggono le Riott Squad. Due giorni dopo, a Raw, le Bellas effettuano un turn heel attaccando la Rousey. Successivamente Brie annuncia il suo ritiro definitivo dal ring per mettere su famiglia con il marito Daniel Bryan.
Le Bella Twins sono ritornate a SmackDown per essere intervistate nel Moment of Bliss di Alexa Bliss e durante l'intervista hanno annunciato che saranno introdotte nella WWE Hall of Fame.
Il 7 gennaio 2022 in occasione della Royal Rumble, viene annunciato tramite il sito ufficiale della WWE la partecipazione di Brie all'omonimo match. Il 30 gennaio 2022 Brie torna sul ring con il numero 19 ma viene eliminata dalla rientrante Ronda Rousey.

## Altre attività
Dal 2013 al 2018 ha fatto parte del reality show della WWE, Total Divas, che riguarda la vita privata delle lottatrici. Il 5 ottobre 2016 ha debuttato in un nuovo reality, Total Bellas, incentrato esclusivamente sulle gemelle Bella e le loro famiglie.

## Personaggio

### Mosse finali
- Bella Buster (Sit-out facebuster)
- "Yes!" Lock (Omoplata crossface) – 2014-2018

### Manager
- Alicia Fox

### Wrestler assistiti
- Primo Colón

## Titoli e riconoscimenti
- Pro Wrestling Illustrated
  - 10ª tra le 50 migliori wrestler femminili nella PWI Female 50 (2015)
- WWE
  - WWE Divas Championship (1)
  - WWE Hall of Fame (classe del 2020)
  - Slammy Award (2)
    - Couple of the Year (edizione 2013 e 2014) - con Daniel Bryan
- WrestleCrap
  - Worst Feud of the Year (2014) - vs. Nikki Bella
- Wrestling Observer Newsletter
  - Worst Worked Match of the Year (2013) - con Cameron, Eva Marie, JoJo, Naomi, Natalya e Nikki Bella vs. AJ Lee, Aksana, Alicia Fox, Kaitlyn, Rosa Mendes, Summer Rae e Tamina
  - Worst Feud of the Year (2014) - vs. Nikki Bella
  - Worst Feud of the Year (2015) -Team Bella vs. Team B.A.D. vs. Team PCB